# (15897) Beňačková
(15897) Beňačková, désignation internationale (15897) Benackova, est un astéroïde de la ceinture principale.

## Description
(15897) Benackova est un astéroïde de la ceinture principale. Il fut découvert le 10 août 1997 à l'Observatoire d'Ondřejov par Petr Pravec. Il présente une orbite caractérisée par un demi-grand axe de 2,15 UA, une excentricité de 0,10 et une inclinaison de 2,5° par rapport à l'écliptique.

## Compléments